# Крест «За взятие Очакова»
Крест «За взятие Очакова» — государственная награда Российской империи, которой награждались офицеры, участвовавшие во взятии Очакова 6 декабря 1788 года в ходе очередной русско-турецкой войны.
Крест был учреждён 14 апреля 1789 года императрицей Екатериной II в честь взятия крепости Очаков 6 декабря 1788 года. Им награждались офицеры армии князя Г. А. Потёмкина, не получившие за это сражение ордена Св. Георгия или Св. Владимира. Вручение креста давало три дополнительных года к выслуге лет для получения пенсии или к награждению орденом Святого Георгия 4-й степени по выслуге лет. 
Всего было отчеканено 410 крестов, цена каждого составила 29 рублей 91 копеек, а вес составлял около 35 г и был кратен 35 червонцам.
Этот крест явился первым в ряду аналогичных крестов, учреждённых в честь конкретного события. 
Крест был сделан из золота. Размер креста — 46 × 46 мм. Крест равносторонний четырёхконечный с закруглёнными окончаниями. Середина Центральный медальон выполнен в виде горизонтально ориентированного овала, внутри которого надпись с обеих сторон нанесены надписи. Надпись на лицевой стороне в три строки: «ЗА СЛУЖБУ/И/ХРАБРОСТЬ». С обратной стороны надпись в четыре строки: «ОЧАКОВЪ/ВЗЯТЪ·6·/ДЕКАБРЯ/1788·».
Крест имел ушко для крепления к ленте. Носить крест следовало на груди на Георгиевской ленте. 